# Gjergj Mele
Gjergj Mele lub Gjergj Melo (ur. 1952 w Terovë k. Pogradecu) – albański aktor.

## Życiorys
W 1974 ukończył studia na wydziale aktorskim Instytutu Sztuk w Tiranie. Po studiach podjął pracę w teatrze. W 1980 zadebiutował na dużym ekranie rolą policjanta Fatmira w obrazie Gezhoja e vjeter. Wystąpił w sześciu filmach fabularnych.

## Role filmowe
- 1980: Gëzhoja e vjetër jako policjant Fatmir
- 1981: Agimet e stines se madhe jako sekretarz
- 1983: Nje emer midis njerezve jako Fan Noli
- 1984: Koha nuk pret jako Mevlan, funkcjonariusz Sigurimi
- 1985: Asgje nuk harrohet jako Gjergji